# 伦格-路易安那国家公园
伦格-路易安娜国家公园 (葡萄牙語：Parque Nacional do Luengue-Luiana) 是一个安哥拉的国家公园。

## 地理位置
这个公园位于安哥拉东南角的宽多-库邦戈省，面积有22,610 km²。该公园在西部和西南部的边界是奥卡万戈河，在南部的边界是纳米比亚，在东部的边界由宽多河构成，与赞比亚形成边界。北边界是Longa-Mavinga国家公园。 

## 自然
公园的大部分是开阔的林地。 公園南部的主要树木種類有 Burkea， Baikiaea， 紫檀属和 格木属 ，而北部的则为 格木属， Burkea， Julbernardia和 Guibourtia 。 树木之间的间距因地而异。 地面上布满了稀疏的草，部分原因是沥滤的沙质土壤在地表附近几乎没有水。 公园的中北部地区有一小片茂密的林地。 
沿着宽多河，可見大片茂密的季节性和多年生草原，面积为10-15公里。公园的其他河流沿岸亦有類似的草原，唯面积较小。 紙莎草是靠近河流和更深水域的地方的主要植物。在浅水，上游地区和季节性干燥地区会出现大量的芦苇属和芒属植物。 
该公园是很多动植物的家园，包括大型哺乳动物如：非洲象 (Loxodonta africana)、 长颈鹿 (Giraffa camelopardalis)、 黑犀牛 (Diceros bicornis)、 河马 (Hippopotamus amphibius)、 伊兰羚羊 (Taurotragus oryx)、平原斑马 (Equus quagga)、 非洲水牛 (Syncerus caffer)、 黑马羚 (Hippotragus niger)、 豹 (Panthera pardus)、 水羚 (Kobus ellipsiprymnus)和高角羚 (Aepyceros melampus)。 该公园也是许多小型哺乳动物和鸟类的家园，而公园的湿地则居住着迁徙和常驻水鸟。
长期以来的安哥拉内战导致偷猎和过度捕猎，减少了野生动物的数量。 自战争结束以来，野生动物有所恢复。  但是偷猎，猎食森林猎物和地雷仍然对其恢复构成威胁。 公园里的许多地雷杀死了很多大象，非洲水牛，河马和其他大型动物。 这些地雷还阻碍了反偷猎队伍的巡逻，并限制了公园發展生态旅游的潜力。 2019年，一个致力于清除地雷的国际非政府组织HALO Trust估计，伦格-路易安娜和Longa-Mavinga国家公园中仍有153个雷区。 2019年7月，安哥拉政府承诺提供6000万美元用于清除该地区的地雷，HALO和政府希望该任务能在2025年之前完成。 

## 跨界保护区
该公园是卡万戈–赞比西保护区域的一部分，是赞比西河和奥卡万戈河上流地带的一系列相邻保护区。它们横跨纳米比亚，安哥拉，博茨瓦纳，赞比亚和津巴布韦的部分地区。该公园与纳米比亚东部的宽多河相望，与赞比亚锡奥马恩戈威兹国家公园和南部的巴布瓦塔国家公园毗邻。

## 历史
在殖民时期，该地区建立了狩猎储备区（ coutadas ）。 在1961-1974年的安哥拉解放战争期间，该地区几乎没有战斗。 然而，该地区是1975-2002年安哥拉内战期间的战斗现场。战斗人员在公园内放置了数千枚地雷，而且大部分地雷还存在。 2019年9月，哈里王子参观了这个公园，并谈到了该地区清除地雷的紧迫性，并对政府最近承诺用于清除地雷的资金表示赞赏。 
该公园是根据国民议会法令（12月29日第38/11号）于2011年创建的。该法令宣布了伦格-路易安娜国家公园和Longa-Mavinga国家公园。新公园包括之前的路易安娜和Mucusso保护区。 
该公园由酒店和旅游部管理。 